# Pia
Pia en francés y oficialmente, Pià  en catalán, es una  localidad y comuna francesa, situada en el departamento de Pirineos Orientales, región de Languedoc-Rosellón y comarca histórica del Rosellón.
Sus habitantes reciben el gentilicio de pianencs en francés o pianenc, pianenca en catalán.

## Demografía
| 1937 | 2147 | 2503 | 3226 | 4105 | 5120 |
| Para los censos de 1962 a 1999 la población legal corresponde a la población sin duplicidades (Fuente: INSEE [Consultar]) |      |      |      |      |      |